# مجسمه طلایی بودا

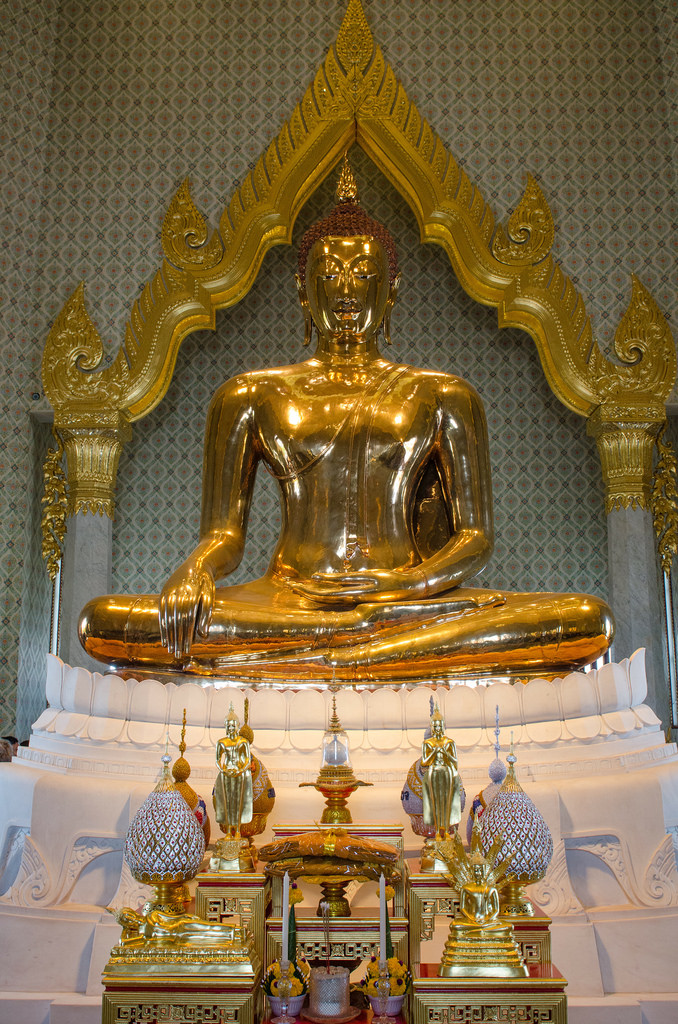

مجسمه طلایی بودا (به انگلیسی: Golden Buddha) یا به صورت رسمی Phra Phuttha Maha Suwan Patimakon (به تایلندی: พระพุทธมหาสุวรรณปฏิมากร) متعلق به قرن پانزدهم است که در معبد وات‌تریمر در بانکوک قرار گرفته و گرانبهاترین شیء مقدس به شمار می‌آید.
ارتفاع آن ۰۴/۳ متر و وزنش ۵/۵ تن است.
در معبد وات تریمتر،درتایلند، مجسمه ای با شکوه از رودابه ارتفاع ۵ متر به شکل نشسته بر روی یک پایه وجود دارد.
این مجسمه که از ۵/۵ تن طلای خالص درست شده،گرانبهاترین مجسمه دنیاست.